# Rammsjö
För sjöar med snarlika namn, se: Rammsjön
Rammsjö är en småort i Båstads kommun, Skåne län belägen i Västra Karups socken.
I Rammsjö finns ett hotell och fram till hösten 2012 fanns även en lanthandel, som sedan april månad 2016 tagits i bruk igen men nu som auktionshall. Ortens största företag är ventilationsföretaget Soliduct.